# O Amor Natural (film)
O Amor Natural is een documentaire uit 1996 van Heddy Honigmann.
Honigmann filmt Brazilianen die voor de camera gedichten uit het boek O Amor Natural van Carlos Drummond de Andrade voorlezen en schetst daarmee een beeld van de Braziliaanse sensuele cultuur. 
De film kreeg een Gouden Kalf-nominatie voor beste lange documentaire en won een 'Certificate of Merit' op het San Francisco International Film Festival. In 2020 won het De Gouden Wolf als beste documentaire uit 25 jaar Het uur van de wolf.